# ديفيد فرنسيس بارو
ديفيد فرنسيس بارو (بالإنجليزية: David Francis Barrow)‏ هو رياضياتي أمريكي، ولد في 14 نوفمبر 1888 في أثينا في الولايات المتحدة، وتوفي في 1970.